# Маматов, Насим Маматович
Маматов Насим Маматович (1919—2003) — узбекский языковед. Известный лексикограф, лексиколог и тюрколог.

## Трудовая деятельность
Научной и практической деятельностью в области узбекского языка и узбекской лексикографии стоит в ряду мировых ученых. Во второй половине XX века Насим Маматов сыграл неоценимую роль в развитии узбекской лексикографии и лексикографической науки в Узбекистане — внёс значительный вклад в различные сферы узбекского языка, связанные с составлением, редактированием и лексическим обогащением Больших академических и других филологических словарей: терминологических, толковых, двуязычных, орфографических, этимологических и других типов, а именно: в узбекскую терминологию, лексикологию, этимологию, алфавит, орфографию, словообразование и другие сферы — вклад, имевший огромное значение не только для развития узбекской лексикографии и узбекского языка, но и тюркологии в целом, особенно, для тюркоязычных словарей. После Второй Мировой войны, где Насим Маматов воевал от начала до конца, он свыше 40 лет проработал в Секторе словарей в Институте языка и литературы имени Пушкина Академии Наук Узбекистана и был одним из первых составителей Толкового словаря узбекского языка (В двух томах. М. — 1981.) и его первичных редакторов . Для этого первого в Узбекистане Толкового словаря Насим Маматов создал Инструкцию для сборщиков слов и составителей карточек (32 параграфа) и начал писать Руководство, но не успев его довести до издания, он по совету врачей (был дважды ранен на войне) вынужден был сменить климат и уехать в Ферганскую область, где работал доцентом и заведующим кафедрой в Госпединститутах в городе Андижане и Коканде, а затем его снова отозвали в ИЯЛ АН , чтобы согласно решению Правительства "ускорить работу " над начатым до его отъезда в Секторе словарей Толковым словарем узбекского языка. В этом словаре он работал по самым большим разделам узбекского алфавита О, Т и Қ и написал большую часть словарных статьей в разделах О и Т и полностью Қ, а также осуществил первичную редакцию 12 разделов: Й, К, П, Ф, У, Х, Ш, Ю, Я, Ў, Ғ, Ҳ, пять из которых (П, У, Ў, Ғ, Ҳ) он составил занова. Также Насим Маматов является одним из составителей и редактором 2-го тома Большого Русско-узбекского словаря (в двух томах. 1т. — 1983; 2т. — 1984), где также отредактировал 5 разделов из первого тома: А, В, Г, Е, П. Также он был одним из составителей 5-томного Русско- узбекского (1959) и двух Однотомных Узбекско-русских  словарей ( 1959; 1988 ) (буквы Т, Ф). Как составитель Больших Академических словарей Насим Маматов внес в их словники боле полутора тысяч новых слов, которых не было в прежних словарях и написал к ним словарные статьи. Из них 620 в Толковый словарь и более 1000 (тысячи) в Русско-узбекский . Кроме того, он составил один из самых трудных разделов в 5-томном Узбекско-русском словаре (1959) — букву Ф. В начале 50-х годов, когда Насим Маматов вернувшись с войны, ещё только начинал свою научную деятельность, исконных слов на эту букву в узбекском литературном языке было мало; в устной, разговорной речи такие слова произносились с буквой П. Слова, начинающиеся с буквы Ф, в основном представляли собой заимствования из арабского, персидского и русского языков, которые требовали от составителя словаря хорошего знания этих языков. Поскольку Насим Маматов очень хорошо знал эти языки, он по возможности очень полно составил её словарь, который затем с его же дополнениями вошёл в Однотомный Большой словарь. Что касается буквы Т, то словарные статьи в этом словаре были составлены им уже полностью. Говоря о редакторской работе Насима Маматова, надо сказать, что почти все словники Больших академических словарей, которые были изданы во второй половине XX века, прошли через его руки. Кроме Академических фундаментальных, коллективных словарей, Насим Маматов и сам отдельно составлял словари. Так, он является автором «Краткого толкового словаря хлопководческих терминов»  на узбекском языке (1964) и «Краткого толкового Русско — узбекского словаря по хлопководству» (есть соавтор) (1977), которые появились в свет благодаря его кандидатской диссертации по этой теме  к которой он приложил небольшой терминологический словарь (1954). Этот словарь затем с дополнениями вошёл в  Узбекскую Советскую  Энциклопедию. Во вступительном слове к вышеуказанным  словарям Насим Маматов изложил основные принципы составления терминологических словарей, которые сыграли  большую  роль в развитии узбекской терминологии, так, как  в начале 50-х годов эта область языкознания не только в Узбекистане, но и,   в России,   была  мало изучена,  а также появлению  в Узбекистане большого количества терминологических словарей. На протяжении всей своей жизни в узбекской лексикографии Насим Маматов работал над 10 (десятью) и боле  словарями,  из которых шесть Больших Академических.. В 2019  году, в связи со столетием ученого, был издан его  "Словарь сложных слов узбекского языка "   ( 30 тысяч слов.) , составленного Насимом  Маматовым в связи с его капитальным  научным  исследованием   одного из самых сложных видов сложных слов узбекского языка — собственносложных слов (термин ученого)   («Ўзбек тилида қўшма сўзлар» — 1978),  на основе которого он защитил докторскую диссертацию (1988), а  приложенный к нему  словарь при  жизни не успел  издать.  Особая важность  его  научного  труда для узбекских словарей состоит в том, что в узбекском языке собственносложных слов, которые являются монолитными и  цельнооформленными единицами языка  и  пишутся слитно,  намного больше, чем всех других видов сложных слов вместе взятых (парных, слов-повторов и  аббревиатур).Также,  они составляют больше половины вообще всех узбекских слов, но в силу недостаточной изученности, их большая  часть оставалась за пределами узбекских словарей. На практике они писались то слитно, то через дефис, то раздельно и поэтому их нельзя было включать в  словари в качестве главного слова. Насим Маматов научно обосновал монолитность и цельнооформленность этих языковых единиц, и слитность их написания, и тем самым открыл дорогу для включения их  во все филологические словари. Он выявил около 300 моделей, по которым образуются собственносложные слова в узбекском языке, из которых 200 продуктивных и сверхпродуктивных и на многочисленных примерах, построенных на сравнении языковых фактов узбекского языка с другими тюркскими и нетюркскими языками доказал их наличие во всех частях речи, включая служебные слова, а в приложении к  диссертации дал  100 схем  морфологических (морфемных) моделей этих слов  с первым компонентом существительными. Из собранных Насим Маматовым из разных источников в качестве материала к исследованию 200 тысяч  слов, он отобрал и подверг научному анализу 2 тысячи   имеющих разное написание (слитное, раздельное и через дефис), а также, фонетические варианты. Незаурядный знаток узбекского языка в его историческом развитии, Насим Маматов обладал обширными знаниями в области многих языков. В списке сокращений, приведенном в его монографии о сложных словах узбекского языка , зафиксировано более 20 языков, которые служили для него источником. В своих научных трудах языковые факты узбекского языка Насим Маматов приводил в сравнении с другими языками, как с родственными, так и, неродственными, западными и восточными, тюркскими и нетюркскими. Надо сказать, что почти все труды ученого в области узбекского языка и узбекской лексикографии имеют сравнительно- исторический и сопоставительный характер. В основном они делятся на три большие группы: терминологию, лексикологию и лексикографию, хотя, Насим Маматов проводил исследования и в других разделах узбекского языка, и в частности, в орфографии и алфавите. В целом, его труды представляют собой небольшие научные статьи, объёмом чуть больше одного печатного листа, которые он печатал в газетах, журналах и научных сборниках в Ташкенте, Москве, Баку, Карачаеве, Алма-Ате и других городах. Их свыше 100 названий. Но ещё больше его труды зафиксированы в его печатных отзывах и рецензиях на книги, учебники, монографии, словари других узбекских и зарубежных ученых. Если добавить к этому около 600 печатных листов его лексикографической работы, составления и редактирования (это примерно 50 — 60 книг среднего объёма), то можно представить себе весь титанический труд ученого в области узбекского языка и узбекской лексикографии. Много сделано Насим Маматовым и в области узбекского литературоведения. Так, в 1964 году в соавторстве с другими учеными Насим Маматов издал 400  ране неизвестных  стихотворений  узбекской классической   поэтессы XIX века Увайси, обнаруженных  на фольклорной практике со студентами Андижанского Госпединститута  и написал статью о творчестве поэтессы,, где дал разгадку её 20 (двадцати) чистанам (стихотворные ребусы), а также составил словарь Увайси. Много сил и лексикографического опыта вложил известный во всем тюркском и не тюркском ученом мире незаурядный узбекский языковед и лексикограф Насим Маматов и в работу начатого в Отделе словарей ИЯЛ АН Узбекистана в 1978 году многотомного Толкового словаря узбекского языка, который вначале  планировался как 10-томный. Надо сказать, что главная цель его научного труда по собственносложным словам узбекского языка (1982) была связана именно с его составлением. Насим Маматов написал первую главу Руководства для составителей  многотомного словаря (1990), работал над его макетом и написал вступительную статью (1 печ. л.), а также составил и отредактировал некоторые его разделы. Эта работа Насима Маматова  была зафиксирована в плане Отдела Словарей Института языка и литературы АН Узбекистана, в его  отчетах по проделанной работе  (1990—1996 ) и включена в список  его научных работ. .. Кроме того, Насим Маматов опубликовал в центральных газетах Узбекистана ряд  научных статей, где дал подробную характеристику будущему многотомному словарю узбекского языка  и написал о работе, которая велась над словарем  в Отделе словарей. В связи со смертью почти всех ведущих узбекских лексикографов, с которыми он работал в этом отделе (Насим Маматов ушёл последним ), работа над 10-томным словарем была на время приостановлена (в начале 90-х годов ИЯЛ АН Узбекистана был разделен на два отдельных Института — Языкознания и Литературы, а потом их снова объединили).
Выдающийся узбекский языковед и лексикограф Насим Маматов умер в начале XXI века в 2003 году, в возрасте 84 лет. В 2009 году в ИЯЛ АН Узбекистана торжественно отмечался 90-летний юбилей ученого.